# Calciopoli
Calciopoli là vụ bê bối liên quan tới hai giải bóng đá chuyên nghiệp Serie A và Serie B của Ý. Vụ bê bối này bị cảnh sát Ý phanh phui vào tháng 5 năm 2006 với các liên đới chính là nhà vô địch Ý Juventus cũng như nhiều câu lạc bộ lớn của nước này như AC Milan, Fiorentina, Lazio, và Reggina. Các câu lạc bộ này bị cáo buộc đã dàn xếp các trận đấu bằng cách lựa chọn trọng tài theo ý muốn thông qua các cuộc điện thoại.

## Phát hiện
Vụ scandal lần đầu bị đưa ra ánh sáng sau các cuộc điều tra của các công tố viên đối với cơ quan bóng đá GEA World. Bản ghi chép lại các cuộc điện thoại đăng trên báo chí Ý chỉ ra rằng trong mùa giải mùa giải 2004–05, Luciano Moggi, tổng giám đốc Juventus, và Antonio Giraudo đã trò chuyện với nhiều quan chức bóng đá Ý nhằm mục đích thay đổi việc chỉ định trọng tài.
Tên gọi Calciopoli (tạm dịch là "Thành phố bóng đá") bắt nguồn từ Tangentopoli ("Thành phố hối lộ"), từ được đặt cho một số nhóm bảo trợ tham nhũng ở Ý trong cuộc điều tra Mani Pulite đầu thập niên 1990.

## Hình phạt
Vào ngày 14 tháng 7 năm 2006, công tố viên Liên đoàn bóng đá Ý, Stefano Palazzi, yêu cầu bốn câu lạc bộ có dính líu bị loại khỏi Serie A. Palazzi yêu cầu Juventus phải "bị loại ra khỏi Serie A và phải xuống chơi ở một hạng đấu thấp hơn Serie B, đồng thời bị trừ 6 điểm," còn Milan, Fiorentina và Lazio bị giáng xuống vị trí cuối bảng mùa giải 2005–06 cũng như phải xuống chơi ở Serie B. Ông cũng yêu cầu trừ điểm các câu lạc bộ trên ở mùa giải sau (trừ Milan 3 điểm, còn Fiorentina và Lazio bị trừ 15 điểm). Palazzi còn yêu cầu tước danh hiệu vô địch Ý của Juventus trong hai năm 2005 và 2006.
Trong phiên tòa mà Reggina là bên bị tố vào ngày 13 tháng 8, công tố viên đề nghị giáng Reggina xuống Serie B và bị trừ 15 điểm. Vào ngày 17 tháng 8, hình phạt của Reggina được giảm nhẹ: trừ 15 điểm, nhưng vẫn được ở lại Serie A. Thêm vào đó, câu lạc bộ bị phạt 100.000 euro, còn chủ tịch câu lạc bộ Pasquale "Lillo" Foti bị phạt 30.000 euro và bị cấm hoạt động bóng trong hai năm rưỡi.
| Đội        | Xuống hạng                   | Xuống hạng             | Xuống hạng             | Trừ điểm (áp dụng cho mùa 2006–07) | Trừ điểm (áp dụng cho mùa 2006–07) | Trừ điểm (áp dụng cho mùa 2006–07) | Hình phạt khác | Hình phạt khác |
| Đội        | Hình phạt ban đầu            | Kết quả kháng cáo      | Hình phạt cuối         | Hình phạt ban đầu                  | Kết quả kháng cáo                  | Hình phạt cuối                     | Hình phạt ban đầu | Hình phạt cuối |
| ---------- | ---------------------------- | ---------------------- | ---------------------- | ---------------------------------- | ---------------------------------- | ---------------------------------- | --- | --- |
| Milan      | Không                        | Không                  | Không                  | Trừ 15 điểm                        | Trừ 8 điểm                         | Trừ 8 điểm                         | • Trừ 44 điểm đối với Serie A 2005-06 • Trừ 15 điểm đối với Serie A 2006-07 • Bị loại khỏi UEFA Champions League 2006-07 | • Trừ 30 điểm Serie A 2005-06 • Một trận sân nhà không khán giả. |
| Fiorentina | Xuống Serie B                | Lệnh giáng hạng bị hủy | Lệnh giáng hạng bị hủy | Trừ 12 điểm (Serie B)              | Trừ 19 điểm (Serie A)              | Trừ 15 điểm (Serie A)              | • Bị loại khỏi UEFA Champions League 2006-07                                                                             | • Bị loại khỏi UEFA Champions League 2006-07 • Hai trận sân nhà không khán giả |
| Juventus   | Xuống Serie B                | Xuống Serie B          | Xuống Serie B          | Trừ 30 điểm                        | Trừ 17 điểm                        | Trừ 9 điểm                         | • Phạt 80.000 euro | • Tước danh hiệu Serie A 2004-05 • Không chuyển giao chức vô địch 2004–05 • Bị phạt xuống cuối bảng xếp hạng mùa 2005–06 (chức vô địch được trao cho Inter Milan) và xuống Serie B. |
| Lazio      | Xuống Serie B                | Lệnh giáng hạng bị hủy | Lệnh giáng hạng bị hủy | Trừ 7 điểm (Serie B)               | Trừ 11 điểm (Serie A)              | Trừ 3 điểm (Serie A)               | • Bị loại khỏi Cúp UEFA 2006-07                                                                                          | • Bị loại khỏi Cúp UEFA 2006-07 • Hai trận sân nhà không khán giả |
| Reggina    | (Không có hình phạt ban đầu) | Không                  | Không                  | Trừ 15 điểm                        | (Không có kết quả kháng cáo)       | Trừ 11 điểm                        | (Không có hình phạt ban đầu)                                                                                             | • Hình phạt (quy đổi) 100.000 euro • Chủ tịch Pasquale Foti bị phạt 30.000 euro (quy đổi) và bị cấm mọi hoạt động bóng đá trong 2+1⁄2 năm                                           |

### Ảnh hưởng của hình phạt
Juventus ban đầu bị trừ 30 điểm và do đó được cho là khó lòng trở lại Serie A ngay mùa giải sau. Tuy nhiên sau khi số điểm phạt được giảm xuống còn chín điểm, Juventus có nhiều cơ hội lên hạng hơn. Họ sau đó giành chức vô địch Serie B mùa giải 2006–07 và trở lại Serie A một cách ngoạn mục.
Fiorentina, đội bị trừ 15 điểm, được cho là sẽ phải vất vả trụ hạng Serie A. Tuy nhiên họ kết thúc Serie A 2006-07 ở vị trí thứ sáu và giành một suất dự Cúp UEFA 2007–08.
Việc Juventus xuống hạng cũng khiến nhiều cầu thủ quan trọng quyết định rời đội như Fabio Cannavaro, Lilian Thuram và Zlatan Ibrahimović. Khoảng 30 cầu thủ Serie A khác tham dự Giải bóng đá vô địch thế giới 2006 cũng chuyển sang nhiều giải vô địch quốc gia châu Âu khác để thi đấu sau khi vụ scandal vỡ lở.
Ban đầu, trong trường hợp Juventus, Fiorentina và Lazio đều xuống hạng thì Messina, Lecce và Treviso sẽ ở lại Serie A dù lần lượt xếp ở ba vị trí cuối cùng của mùa giải 2005-06. Sau kháng án, chỉ có Messina được ở lại Serie A. Các đội lên hạng từ Serie B (Atalanta, Catania, và Torino) vẫn được lên hạng Serie A như thường.
Theo vị trí mùa giải 2005-06, Juventus và Milan sẽ vào thẳng vòng bảng UEFA Champions League, Inter và Fiorentina sẽ tham dự vòng loại thứ ba Champions League, trong khi Roma, Lazio, và Chievo tham dự Cúp UEFA. Vào ngày 6 tháng 6 năm 2006, FIGC rút lui khỏi UEFA Intertoto Cup 2006 nên Palermo không còn được tham dự giải đấu này nữa.
UEFA đưa ra hạn chót để chốt bảng xếp hạng cho FIGC là 25 tháng 7 năm 2006 nếu không bóng đá Ý sẽ phải đối mặt với lệnh trừng phạt áp dụng cho hai giải đấu hàng đầu châu Âu (sau đó được gia hạn sang ngày 26 tháng 7). Sau kháng cáo, Inter, Roma, Chievo và Milan là bốn đội đại diện cho Ý ở Champions League 2006–07. Inter và Roma vào thẳng vòng bảng Champions League, trong khi Chievo và Milan tham dự từ vòng loại thứ ba. Suất của Milan được UEFA chấp thuận ngay sau quá trình kháng án. Milan sau đó chính là đội vô địch của giải. Palermo, Livorno và Parma được nhận suất dự vòng một Cúp UEFA vốn của Roma, Lazio và Chievo.
Vào ngày 26 tháng 7, FIGC tuyên bố Inter Milan là nhà vô địch Ý mùa giải 2005–06.